# Halecium macrocaulus
Halecium macrocaulus is een hydroïdpoliep uit de familie Haleciidae. De poliep komt uit het geslacht Halecium. Halecium macrocaulus werd in 2008 voor het eerst wetenschappelijk beschreven door Watson. 